# Magyar Idők
Magyar Idők (česky Maďarské noviny) byly krátce vycházející maďarské národně konzervativní noviny spojované s vládní stranou Fidesz.
Periodikum vzniklo z obchodního deníku Napi Gazdaság („Daily Business“), který byl založen v roce 1991. V roce 2013 byl prodán think tanku Századvégu Gazdaságkutató, který je spojován s politickou stranou Fidesz. Dne 20. dubna 2015 jej koupil Gábor Liszkay, bývalý šéfredaktor deníku Magyar Nemzet. Poslední číslo deníku Napi Gazdaság vyšlo 31. srpna 2015 a následující den začal vycházet deník Magyar Idők.
Noviny vznikly na základě roztržky mezi premiérem Viktorem Orbánem a majitelem médií Lajosem Simicskou, který od té doby vyjadřuje podporu straně Hnutí za lepší Maďarsko. Proorbánovští novináři opustili Simicskou vlastněná média (především Magyar Nemzet) a založili provládní noviny.
Podle různých zpráv deník publikoval články kritizující „liberální, globalistickou a kosmopolitní kulturu“ a označil operu Billy Elliot za „gay propagandu“.
Po zániku periodika koupil Gábor Liszkay již zaniklé noviny (Magyar Nemzet) a obnovil je s původními novináři. Od 6. února 2019 tak Magyar Idők nevychází.

## Šéfredaktoři
- Péter Csermely (1. září 2015 – 15. listopadu 2016)
- Ottó Gajdics (15. listopadu 2016 – 5. února 2019)